# 沙牟奢允

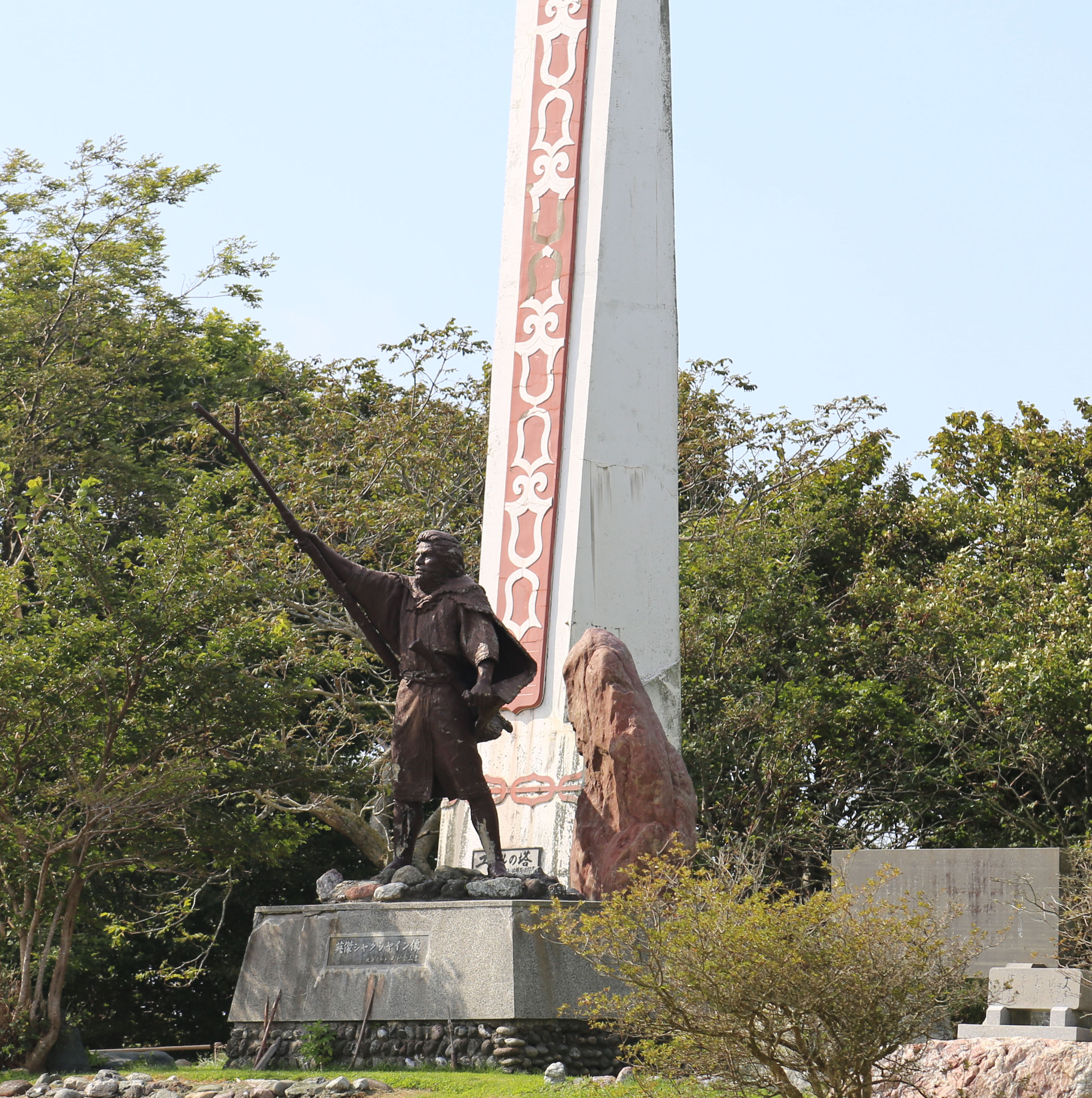
沙牟奢允像

沙牟奢允（日语：／ Shakushain ?，阿伊努語假名：或，阿伊努語拉丁轉寫：或；1606年—1669年11月16日）是一位江戶時代前期北海道日高地區（現新日高町）的阿伊努首領。曾领导大规模阿伊努人反和人戰爭，史称“沙牟奢允之战”。

## 文獻
- 綜合文化研究俱樂部. . 林明鋒翻譯. 台灣: 楓葉社文化. 2012-09-10. ISBN 9789866033346 （中文（繁體））.